# 下庙镇
下庙镇，是中华人民共和国陕西省渭南市华州区下辖的一个乡镇级行政单位。

## 行政区划
下庙镇下辖以下地区：
下庙村、南解村、秦家滩村、惠家村、滨坝村、牛市村、简家村、吊庄村、王巷村、什字村、新建村、三吴村、沟家村、东周村、西周村、姜田村、杨相村、车堡村、甘村、康甘村和田村。